# Debraj Ray
Debraj Ray, född den 3 september 1957, är en indisk-amerikansk nationalekonom som har utvecklingsekonomi och spelteori som inriktning. Han är professor i nationalekonomi vid New York University och Julius Silver-professor vid universitetets Faculty of Arts and Science. Han är också redaktör för American Economic Review. Han har skrivit ett flertal böcker, däribland den inom sin genre välkända boken Development Economics. 
Ray tog en bachelorexamen (B.A.) i nationalekonomi vid University of Calcutta 1977 samt en masterexamen (M.A.) 1981 och en doktorsexamen (Ph.D.) 1983, båda i nationalekonomi vid Cornell University.